# Majella (geslacht)
Majella is een geslacht van kreeftachtigen uit de klasse van de Malacostraca (hogere kreeftachtigen).

## Soort
- Majella brevipes Ortmann, 1893